# Корнеліус Кеш
Корнеліус Кеш (англ. Cornelius Cash, нар. 3 березня 1952, Мейкон, Міссісіпі, США) — американський професіональний баскетболіст, що грав на позиції важкого форварда за команду НБА «Детройт Пістонс».

## Ігрова кар'єра
На університетському рівні грав за команду Боулінг Грін (1972—1975).
1975 року був обраний у другому раунді драфту НБА під загальним 24-м номером командою «Мілвокі Бакс». Проте професіональну кар'єру розпочав 1976 року виступами за «Детройт Пістонс». Зіграв за команду з Детройта шість матчів.